# باولينو سانتوس
باولينو سانتوس هو عسكري فلبيني، ولد في 22 يونيو 1890 في Camiling ‏ في الفلبين، وتوفي في 29 أغسطس 1945 في Kiangan ‏ في الفلبين.